# Bar de la Marine
Le Bar de la Marine est le bar dans lequel ont lieu la plupart des scènes de la trilogie marseillaise de Marcel Pagnol. C'est dans ce bar que se dispute la fameuse partie de manille où César et Escartefigue jouent (et trichent) contre M. Brun et Panisse (« Tu me fends le cœur ! »).

## Bar imaginaire
Le « Bar de la Marine » est avant tout un lieu imaginaire créé d'abord avec des décors sur la scène du Théâtre de Paris en mars 1929 pour la pièce Marius. Pagnol le décrit ainsi dans le préambule de l'acte premier :

« L'intérieur d'un petit bar, sur le Vieux-Port, à Marseille. À droite, le comptoir. Derrière le comptoir, sur des étagères, des bouteilles de toutes les formes, ornées d'étiquettes bigarrées. Deux gros percolateurs nickelés. À gauche, le long du mur, une banquette de moleskine qui s'arrête à un mètre de rideau pour laisser la place à une porte fermée. Des tables rectangulaires en marbre, des chaises. À droite du comptoir un escalier à vis conduit au premier étage. Au fond, toutes les portes vitrées ont été enlevées, à cause la chaleur. Il y a plusieurs tables sur le trottoir, sous une tente en auvent. On devine que cette espèce de terrasse s'étend assez loin de chaque côté du bar. Au milieu, juste au bord du trottoir, se dresse un éventaire où l'on vend des coquillages. On le voit de dos. Il est peint en vert. Plus loin que l'éventaire, au fond, un entassement de marchandises. Caisses qui portent en grosses lettres des noms de villes : Bangkok, Batavia, Sydney. Des tonneaux de fer, et sur la droite, une montagne d'arachides, sous un soleil éclatant. Enfin, au-dessus des marchandises, on voit des mâts qui se balancent. »

Transposé au cinéma, sous la direction d'Alexander Korda, l'intérieur du Bar de la Marine apparaît inversé. Le comptoir est à présent à gauche, la banquette à droite.

## Bar réel
À la même époque, il existait réellement un « Bar de la Marine » dans le quartier du Panier, de l'autre côté du Vieux-Port, sans que l'on sache si Pagnol y attachait des souvenirs. Il fut, quelques années plus tard, dynamité par l'armée allemande. 
C'est pourtant dans ce quartier, près de l'église des Accoules, que le Bar imaginaire était censé se trouver, puisque le scénario mentionne à plusieurs reprises « la place de Lenche, derrière le bar. »
Or, dans les films de la trilogie, alors que la plupart des scènes intérieures ont été tournées dans les studios de Joinville, il semble que les scènes extérieures aient été tournées à peu près à l'emplacement de l'actuel Bar de la Marine, sur le Vieux-Port, c'est-à-dire sur la gauche de la place aux Huiles, quand on regarde le port depuis la porte du café. Cette hypothèse est basée sur l'angle formé entre la porte du Bar et l’embarcadère du « fériboite », angle que l'on voit à plusieurs reprises dans le film. 
Les scènes filmées montrant le Bar de l'extérieur le situent encadré par un magasin d'articles de pêche à gauche et, à droite de l'éventaire de Fanny, par un bar-tabac à l'angle d'une rue où se trouve le magasin de Panisse (apparemment reconnaissable à l'angle de la place aux Huiles et l'actuel  cours d'Estienne d'Orves).